# Sixpenny Handley
Sixpenny Handley è un villaggio ed ex parrocchia civile dell'Inghilterra, appartenente alla contea del Dorset.